# Friedrich Koch (Schulrat)

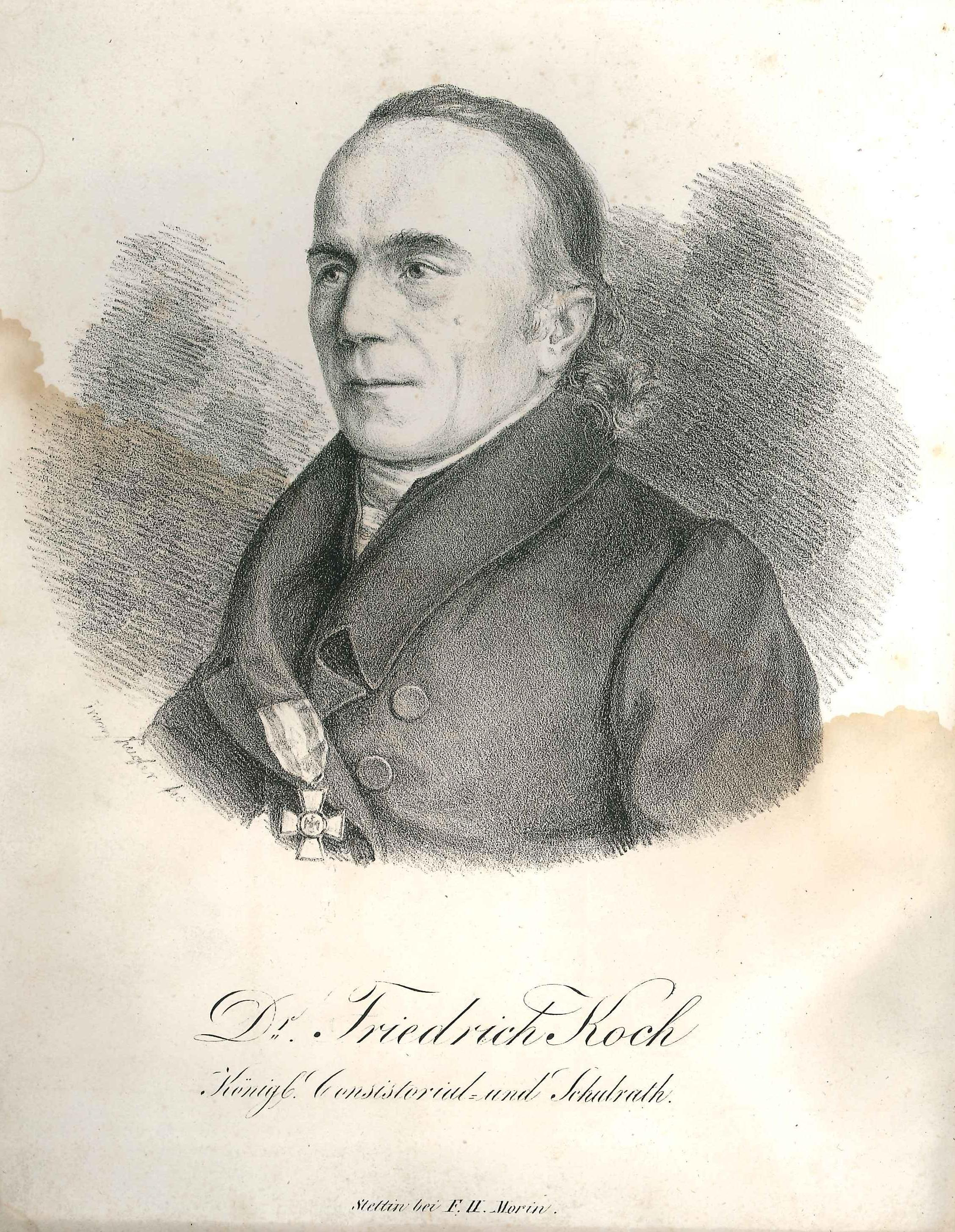
Friedrich Koch (vor 1839), nach einer Zeichnung von Franz Kugler

Friedrich Koch, vollständig Georg Friedrich Koch, mitunter auch fälschlich Gottlob Friedrich Koch (* 1769 in Loburg; † 26. November 1849 in Stettin) war ein deutscher Pädagoge und Schulrat.

## Leben
Koch war ein Neffe von Johann Christoph Adelung und später sein Erbe. Er studierte an der Universität Halle und war Absolvent des Seminars von Friedrich Gedike in Berlin. Als Lehrer wirkte er ab 1789 zunächst am Friedrichwerderschen Gymnasium und dann am Gymnasium zum Grauen Kloster in Berlin.
1792 kam er an das Große Ratslyzeum nach Stettin und wurde hier Direktor.  Er regte eine Schulreform an, die 1805 zur Zusammenlegung mit dem Marienstiftsgymnasium zum „Vereinigten Königlichen und Stadt-Gymnasium“ führte, bei der er Konrektor der neuen Anstalt wurde und zugleich Schulrat bei der preußischen Provinzregierung der Provinz Pommern.
Von 1806 bis 1808 war er Herausgeber einer Zeitschrift, die 1806 zunächst Eurynome. Eine Zeitschrift zur Verbreitung gemeinnütziger Kenntnisse, zur Beförderung wissenschaftlicher Kultur und sittlicher Veredlung hieß. Bedingt durch die Ereignisse im Vierten Koalitionskrieg, die im Oktober 1806 zur Verhängung des Belagerungszustands in Stralsund führten, musste sie ihr Erscheinen einstellen. Als sie im Oktober 1807 wieder erschien, hieß sie Eurynome und Nemesis. Eine Zeitschrift zur Verbreitung gemeinnütziger Kenntnisse und zur Beförderung wissenschaftlicher Kultur. Mit dem 12. Heft 1808 stellte sie ihr Erscheinen endgültig ein.
1811 erfolgte die Veröffentlichung seiner preisgekrönten Schrift Die Schule der Humanität. Von 1816 bis 1828 war Koch Direktor des Marienstiftsgymnasiums. 1828 erfolgte seine Freistellung von den Aufgaben des Direktors bei gleichzeitiger Ernennung zum Consistorialrat und Ausweitung seiner schulaufsichtlichen Befugnisse. Sein Nachfolger als Direktor wurde Karl Friedrich Wilhelm Hasselbach.
Ab 1815 war er auch für das an Preußen gefallene Vorpommern (Schwedisch-Pommern) zuständig und sorgte hier für die Einführung des preußischen Standards.
1839 konnte er sein 50-jähriges Lehramtsjubiläum feiern. Er erhielt den Roten Adlerorden 2. Klasse mit Eichenlaub, die Ehrenbürgerwürde der Stadt Stettin und die theologische Ehrendoktorwürde der Universität Greifswald. Zahlreiche Gymnasien Pommerns würdigten ihn mit ihm eigens gewidmeten Schriften.
1841 wurde er auf eigenen Antrag emeritiert.

## Nachlass
Koch erbte den Nachlass von Johann Christoph Adelung. Dieser kam zusammen mit Kochs eigenem Nachlass an die Gesellschaft für pommersche Geschichte und Altertumskunde und wird heute vom Archiwum Państwowe w Szczecinie (Staatsarchiv Stettin) verwahrt.

## Werke
- Prolegomena ad theopompum chium. Stettin: Leich 1803 (Rezension)
- Ausführliche Nachricht von der neuen Einrichtung des großen Rathsgymnasiums zu Stettin. Stettin 1793
- Einige Gedanken über die Bildung des Schulmannes. Stettin 1795
- Frohe Aussichten des Schulmannes am Schluße des achtzehnten Jahrhunderts. Stettin 1800

Digitalisat des Exemplars der Bayerischen Staatsbibliothek
- Die Schule der Humanität. Leipzig 1811
- Der Fürst und die Schule oder über die Verdienste Pommerscher Fürsten um die Schulen ihres Landes. Stettin 1821